# Guy Barnea
Guy Marcos Barnea (Hebreeuws: גיא ברנע) (Beër Sjeva, 9 september 1987) is een Israëlische zwemmer. Hij vertegenwoordigde zijn vaderland op de Olympische Zomerspelen 2008 in Peking.

## Carrière
Bij zijn internationale debuut, op de Europese kampioenschappen kortebaanzwemmen 2005 in Triëst, werd Barnea op al zijn afstanden uitgeschakeld in de series. Tijdens de wereldkampioenschappen kortebaanzwemmen 2006 in Shanghai startte de Israëliër op vijf afstanden en strandde telkens in de series. Op de Europese kampioenschappen zwemmen 2006 in Boedapest vond Barnea wederom op vijf afstanden zijn eindstation in de series.
In Melbourne nam de Israëliër deel aan de wereldkampioenschappen zwemmen 2007, op dit toernooi bereikte hij de halve finale op de 50 meter rugslag maar werd hij uitgeschakeld in de series van zijn andere afstanden. Samen met Ehud Segal, Michael Malul en Shai Livnat strandde hij in de series van de 4x100 meter wisselslag. Tijdens de Europese kampioenschappen kortebaanzwemmen 2007 in Debrecen eindigde Barnea als zesde op de 100 meter rugslag en als zevende op de 50 meter rugslag, op de 200 meter rugslag en de 50 meter vlinderslag werd hij uitgeschakeld in de series. Op de 4x50 meter wisselslag eindigde hij samen met Michael Malul, Ehud Segal en Shai Livnat op de achtste plaats.
Op de Europese kampioenschappen zwemmen 2008 in Eindhoven eindigde de Israëliër als vierde op de 50 meter rugslag en als zevende op de 100 meter rugslag, samen met Tom Beeri, Alon Mandel en Nimrod Shapira strandde hij in de series van de 4x100 meter wisselslag. In Manchester nam Barnea deel aan de wereldkampioenschappen kortebaanzwemmen 2008, op dit toernooi werd hij uitgeschakeld in halve finales van zowel de 50 als de 100 meter rugslag. Tijdens de Olympische Zomerspelen van 2008 in Peking strandde de Israëliër in de halve finales van de 100 meter rugslag. Op de Europese kampioenschappen kortebaanzwemmen 2008 in Rijeka eindigde Barnea als achtste op de 200 meter rugslag, op de 50 en de 100 meter rugslag werd hij uitgeschakeld in de halve finales.
In Rome nam de Israëliër deel aan de wereldkampioenschappen zwemmen 2009, op dit toernooi strandde hij in de halve finales van de 50 meter rugslag en in de series van de 100 meter rugslag. Op de 4x100 meter wisselslag werd hij samen met Tom Beeri, Alon Mandel en Nimrod Shapira uitgeschakeld in de series.
Tijdens de Europese kampioenschappen zwemmen 2010 in Boedapest veroverde Barnea de bronzen medaille op de 50 meter rugslag, op de 100 meter rugslag strandde hij in de halve finales. Samen met Jonatan Kopelev, Daniël Malnik en Alon Mandel werd hij uitgeschakeld in de series van de 4x100 meter wisselslag. Op de wereldkampioenschappen kortebaanzwemmen 2010 in Dubai strandde de Israëliër in de halve finales van zowel de 50 als de 100 meter rugslag, op de 200 meter rugslag werd hij uitgeschakeld in de series.
In Shanghai nam Barnea deel aan de wereldkampioenschappen zwemmen 2011. Op dit toernooi eindigde hij als zesde op de 50 meter rugslag, op de 100 meter rugslag strandde hij, na een swim-off, in de series.
Tijdens de Europese kampioenschappen zwemmen 2012 in Debrecen sleepte de Israëliër de bronzen medaille in de wacht op de 50 meter rugslag, op de 100 meter rugslag werd hij uitgeschakeld in de halve finales. Op de Europese kampioenschappen kortebaanzwemmen 2012 in Chartres legde Barnea, op de 50 meter rugslag, beslag op de zilveren medaille, daarnaast eindigde hij als vierde op de 100 meter rugslag en als achtste op de 200 meter rugslag. In Istanboel nam de Israëliër deel aan de wereldkampioenschappen kortebaanzwemmen 2012. Op dit toernooi strandde hij in de halve finales van zowel de 50 als de 100 meter rugslag en in de series van zowel de 50 als de 100 meter vrije slag, op de 4x100 meter wisselslag werd hij samen met Jonatan Kopelev, Gal Nevo en Alon Mandel uitgeschakeld in de series.

## Internationale toernooien
| Jaar | Olympische Spelen | WK langebaan                                                                                    | WK kortebaan                                                                                 | EK langebaan                                                                               | EK kortebaan                                                                            |
| ---- | ----------------- | ----------------------------------------------------------------------------------------------- | -------------------------------------------------------------------------------------------- | ------------------------------------------------------------------------------------------ | --------------------------------------------------------------------------------------- |
| 2005 |                   | geen deelname                                                                                   |                                                                                              |                                                                                            | 36e 100m vrije slag 24e 100m rugslag 18e 200m rugslag 34e 50m vlinderslag               |
| 2006 |                   |                                                                                                 | 37e 50m vrije slag 37e 100m vrije slag 21e 50m rugslag 20e 100m rugslag 30e 50m vlinderslag  | DQ 50m vrije slag 59e 100m vrije slag 19e 50m rugslag 26e 100m rugslag 19e 50m vlinderslag | geen deelname                                                                           |
| 2007 |                   | 15e 50m rugslag 19e 100m rugslag 41e 50m vlinderslag 36e 100m vlinderslag 18e 4x100m wisselslag |                                                                                              |                                                                                            | 7e 50m rugslag 6e 100m rugslag 17e 200m rugslag 18e 50m vlinderslag 8e 4x50m wisselslag |
| 2008 | 16e 100m rugslag  |                                                                                                 | 12e 50m rugslag 13e 100m rugslag                                                             | 4e 50m rugslag 7e 100m rugslag 13e 4x100m wisselslag                                       | 9e 50m rugslag 9e 100m rugslag 8e 200m rugslag                                          |
| 2009 |                   | 12e 50m rugslag 22e 100m rugslag 17e 4x100m wisselslag                                          |                                                                                              |                                                                                            | geen deelname                                                                           |
| 2010 |                   |                                                                                                 | 10e 50m rugslag 14e 100m rugslag 14e 200m rugslag                                            | 50m rugslag · 16e 100m rugslag · 10e 4x100m wisselslag                                     | geen deelname                                                                           |
| 2011 |                   | 6e 50m rugslag 17e 100m rugslag                                                                 |                                                                                              |                                                                                            | geen deelname                                                                           |
| 2012 | geen deelname     |                                                                                                 | 35e 50m vrije slag 35e 100m vrije slag 11e 50m rugslag 9e 100m rugslag 10e 4x100m wisselslag | 50m rugslag · 10e 100m rugslag                                                             | 50m rugslag · 4e 100m rugslag · 8e 200m rugslag                                         |

## Persoonlijke records
Bijgewerkt tot en met 12 december 2012
Kortebaan
| Afstand      | Tijd    | Datum            | Plaats    |
| ------------ | ------- | ---------------- | --------- |
| 50m rugslag  | 23,46   | 23 november 2012 | Chartres  |
| 100m rugslag | 51,12   | 12 december 2012 | Istanboel |
| 200m rugslag | 1.53,57 | 22 november 2012 | Chartres  |

Langebaan
| Afstand      | Tijd    | Datum           | Plaats  |
| ------------ | ------- | --------------- | ------- |
| 50m rugslag  | 24,79   | 1 augustus 2009 | Rome    |
| 100m rugslag | 54,29   | 2 augustus 2009 | Rome    |
| 200m rugslag | 1.58,99 | 5 augustus 2009 | Wingate |